# Irja Seurujärvi-Kari
Irja Anneli Seurujärvi-Kari, född 21 november 1947 i Utsjoki, är en finländsk samisk politiker.
Irja Seurujärvi-Kari utbildade sig till filosofie magister med engelska som huvudämne på Uleåborgs universitet, med examen 1974. Hon studerade samiska på Universitetet i Oslo 1977-78. Hon var sedan rektor vid Utsjoki samiska gymnasium 1978-85. Från 1986 är hon lektor i samiskt språk och samisk kultur vid Helsingfors universitet. Hon är ledamot i Sametinget.
Irja Seurujärvi-Kari fick tillsammans med Ulla-Maija Forsberg och Risto Pulkkinen den finländska statens pris för vetenskapliga publikationer år 2006 för lexikonet The Saami. A Cultural Encyclopedia.